# Boehmite
La boehmite est le polymorphe γ de AlO(OH) et un composant de la bauxite.

## Découverte et étymologie
La boehmite a été décrite pour la première fois par Jacques de Lapparent en 1927, dans les bauxites de Mas Rouge (Les Baux-de-Provence), et nommée en l'honneur du chimiste de Bohème Johann Böhm (en) (1895–1952), auteur d'études aux rayons X des oxyhydroxydes d'aluminium en 1925 — et non du géologue allemand Johannes Böhm (en) (1857–1938) comme il est souvent indiqué.

## Cristallochimie
Elle sert de chef de file à un groupe de minéraux isostructuraux.
groupe de la boehmite
- boehmite  AlO(OH) Amam 2/m 2/m 2/m
- lépidocrocite  FeO(OH) Amam 2/m 2/m 2/m
- guyanaïte CrO(OH) Pnnm 2/m 2/m 2/m